# 팔마종합운동장
팔마종합운동장(八馬綜合運動場, Palma Sports Complex)은 대한민국 전라남도 순천시에 있는 스포츠 시설이다. 주경기장은 천연잔디 필드와 우레탄 트랙이 갖춰진 경기장이며, 1987년에 준공되었다.

## 기록

### 1993년 대통령배 국제축구대회
| 날짜            | 팀 1     | 스코어 | 팀 2               | 라운드 |
| --------------- | -------- | ------ | ------------------ | ------ |
| 1993년 6월 21일 | 이집트   | 3 - 1  | 중국 올림픽 대표팀 | A조    |
| 1993년 6월 21일 | 대한민국 | 4 - 0  | 아틀란테 FC        | A조    |

## 참고 문헌
- “팔마종합운동장”. 순천시청.
- 〈팔마종합운동장〉. 《한국향토문화전자대전》. 한국학중앙연구원. 2021년 1월 12일에 원본 문서에서 보존된 문서. 2021년 1월 11일에 확인함.
- 《전국 공공체육 시설 현황 (2017년말 기준)》. 대한민국 문화체육관광부. 2019.
- 《2019년 전국 공공체육시설 현황 (2018년말 기준)》. 대한민국 문화체육관광부. 2020.
- 《2023 전국 공공체육시설 현황 (2022년 12월말 기준)》. 대한민국 문화체육관광부. 2024.

## 같이 보기
- 팔마종합운동장 보조경기장